# 多治経明
多治 経明（たじ の つねあきら）は、平安時代中期の武将。平将門の家臣。出自は不明。常羽御厩別当、将門私授上野守。

## 略歴
『将門記』では平将門の「新皇」自称による諸国の除目際して上野守に任命されている所に初めて名を見る。その後常陸国で平貞盛・藤原為憲を坂上遂高と共に捜索に従事、平貞盛の妻子を捕らえた。
天慶3年（940年）2月1日の出陣の際には、副将の藤原玄茂付きの武将として加わり平貞盛・藤原秀郷軍を発見する。血気に逸った経明と遂高は将門に報告もせずに敵に攻撃を仕掛けるも、老練な秀郷の前に敗れて将門勢の大敗の原因となった。

## 登場作品
テレビドラマ
- 『風と雲と虹と』（1976年、NHK大河ドラマ、演：金内吉男）